# Attila Csihar
Attila Csihar (n. 29 martie 1971), cunoscut și sub numele de scenă Void, este solistul vocal al formației norvegiene de black metal Mayhem. Este cunoscut pentru abilitatea sa de a folosi o gamă variată de tipuri de voce, de la sunete guturale la țipete ascuțite.

## Biografie
Attila Csihar și-a început cariera muzicală în 1986, la vârsta de 15 ani. Inspirați de formații ca Venom sau Celtic Frost, el împreună cu trei colegi de școală au înființat Tormentor. În 1988 a fost înregistrat albumul de debut Anno Domini, dar lansarea oficială a avut loc de abia în 1995. Albumul a circulat în comunitatea black metal sub forma unui bootleg. În 1991 Tormentor s-a desființat.
Ulterior Attila s-a alăturat formației Plasma Pool, în aceeași perioadă începând să consume droguri.
Bootleg-ul Anno Domini s-a bucurat de un succes deosebit în cadrul comunității underground black metal. Prin intermediul acestei comunități albumul a ajuns la Euronymous. Acesta s-a oferit să lanseze în mod oficial albumul prin intermediul propriei case de discuri,  Deathlike Silence Productions (lansare care până la urmă nu a mai avut loc). De asemenea i-a propus lui Attila să se alăture formației sale, Mayhem, în contextul în care Dead se sinucisese recent. Attila a acceptat, a mers în Norvegia și a înregistrat albumul de debut Mayhem, De Mysteriis Dom Sathanas; apoi s-a întors în Ungaria. Aici a aflat de moartea lui Euronymous și de amânarea lansării albumului.
Afectat de moartea lui Euronymous și de decizia lui Hellhammer de a nu-l include în noua formulă Mayhem, Attila se adâncește în consumul de droguri și se distanțează de scena muzicală. Tot în această perioadă se căsătorește, familia lărgindu-se odată cu venirea pe lume a celor doi copii: un băiat (Arion) născut în 1995 și o fată (Julia) născută în 1997.
În 1998 Attila se întoarce pe scena muzicală alături de formația Aborym. În cursul aceluiași an restabilește colaborarea cu Mayhem, iar în 1999 revitalizează Tormentor într-o formulă complet schimbată.
În 2004 Attila revine ca membru permanent în Mayhem, înlocuindu-l pe Maniac. În 2008 ia naștere proiectul personal al lui Attila, Void ov Voices, formație în care el cântă la toate instrumentele.
Attila a mai colaborat și cu alte formații, cele mai notabile dintre aceste colaborări fiind cele cu Sunn O))), respectiv Burial Chamber Trio și Grave Temple, ultimele două formații fiind  de fapt proiectele personale ale celor doi membri permanenți din Sunn O))).

## Discografie
cu Tormentor
- The Seventh Day of Doom (Demo) (1987)
- Anno Domini (Demo) (1988)
- Recipe Ferrum! 777 (Album de studio) (2001)

cu Plasma Pool
- I (Compilație) (1996)
- Drowning (Album live) (1997)

cu Mayhem
- De Mysteriis Dom Sathanas (Album de studio) (1994)
- Ordo Ad Chao (Album de studio) (2007)
- Life Eternal (EP) (2009)
- Esoteric Warfare (Album de studio) (2014)

cu Aborym
- Kali Yuga Bizarre (Album de studio) (1999)
- Fire Walk with Us (Album de studio) (2001)
- With No Human Intervention (Album de studio) (2003)

cu Keep of Kalessin
- Reclaim (EP) (2003)

cu Sunn O)))
- Oracle (EP) (2007)
- Dømkirke (Album live) (2008)
- Monoliths & Dimensions (Album de studio) (2009)
- Grimmrobes Live 101008 (Album live) (2009)
- Agharti Live 09-10 (Album live) (2011)

cu Burial Chamber Trio
- Burial Chamber Trio (Album de studio) (2007)
- WVRM (Album live) (2007)

cu Grave Temple
- The Holy Down (Album de studio) (2007)
- Ambient / Ruin (Demo) (2008)
- Le Vampire de Paris (Album live) (2009)